# پنگ جیایینگ
پنگ جیایینگ (به انگلیسی: Pang Jiaying) (زادهٔ ۶ ژانویهٔ ۱۹۸۵) شناگر اهل چین است.